# А-Тейшейра
А-Тейшейра (гал. A Teixeira, ісп. La Teijeira) — муніципалітет в Іспанії, у складі автономної спільноти Галісія, у провінції Оренсе. Населення — 479 осіб (2009).
Муніципалітет розташований на відстані близько 380 км на північний захід від Мадрида, 32 км на схід від Оренсе.
Муніципалітет складається з таких паррокій: Абеледа, Боасо, Крістосенде, Фонтао, Лумеарес, Монтоедо, Педрафіта, Сістін.

## Демографія
Динаміка населення (INE ):

## Галерея зображень

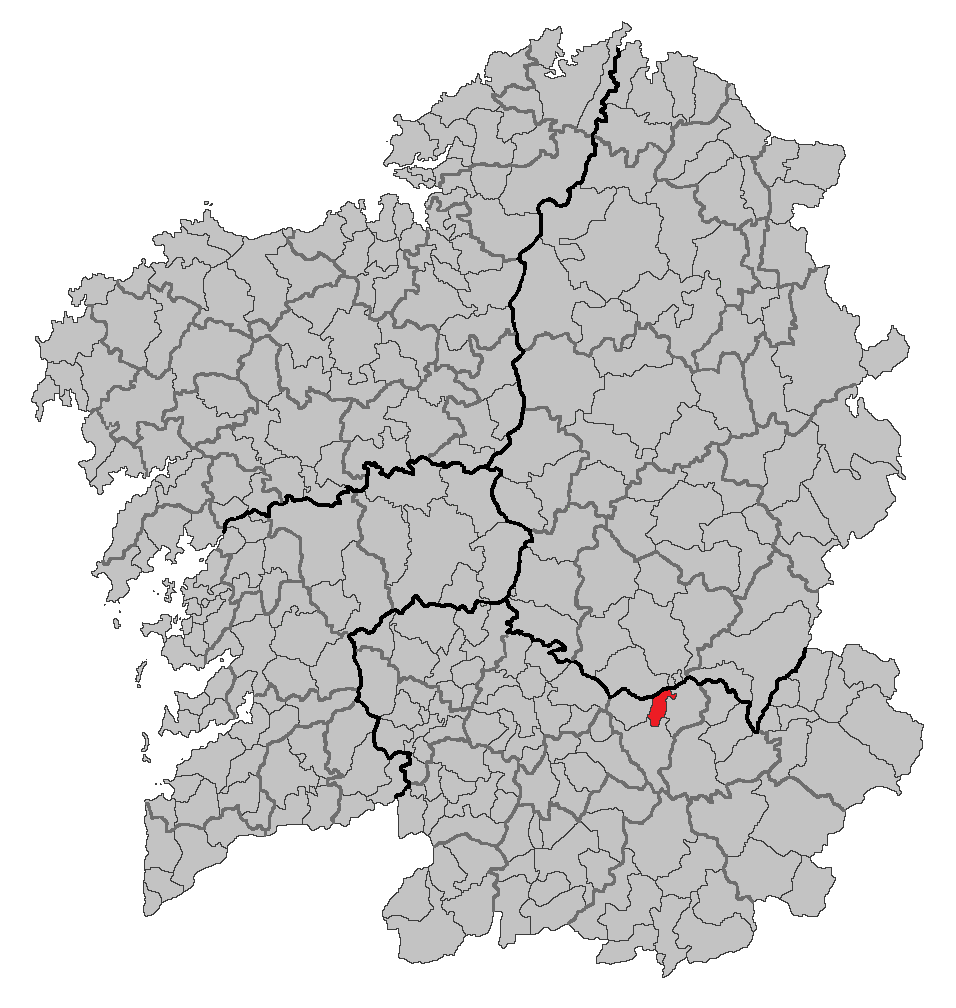
Розташування муніципалітету